# 三島市消防本部
三島市消防本部（みしまししょうぼうほんぶ）は、静岡県三島市に存在した消防部局（消防本部）。管轄区域は三島市全域。管轄区域は清水町全域。2016年4月に消防広域化に伴って富士山南東消防本部へ統合された。

## 概要
- 消防本部：三島市南田町4-40
- 管内面積：62.13km2
- 職員定数：120人
- 消防署1カ所、分遣所4カ所
- 主力機械（2007年4月1日現在）
  - 普通消防ポンプ自動車：3
  - 水槽付消防ポンプ自動車：4
  - はしご付消防自動車：1
  - 水槽車：1
  - 救助工作車：1
  - 救急自動車：4
  - 指揮司令車：1
  - 指令車：1
  - 広報車：1
  - 防災車：2
  - 小型動力ポンプ：6

## 沿革
- 1950年3月　三島市消防本部・三島市消防署を開設する。
- 1954年7月　南分遣所を開設する。
- 1958年12月　西分遣所・北分遣所を開設する。
- 1967年3月　救急業務を開始する。
- 1975年2月　消防本部・消防署を新築し移転する。
- 1976年12月　東分遣所を開設する。
- 1979年6月　北上分遣所を開設する。
- 1996年2月　高規格救急車を消防署に配備する。
- 2003年3月　指令機能を三市二町（沼津市・三島市・裾野市・駿東郡清水町・長泉町）消防指令センターへ移転する。
- 2006年4月　西分遣所を廃止する。東分遣所を錦田分遣所に、南分遣所を中郷分遣所に改称する。
- 2006年9月　消防本部・消防署を現在地に新築し移転する。
- 2016年4月　消防広域化に伴って富士山南東消防本部へ統合された。

## 組織
- 本部－消防総務課、警防救急課、消防予防課
- 消防署

## 消防署
| 消防署       | 住所       | 分遣所                                                            |
| ------------ | ---------- | ----------------------------------------------------------------- |
| 三島市消防署 | 南田町4-40 | 錦田：谷田294-1 中郷：中島85-14 北：文教町2-1-32 北上：徳倉4-36-9 |